# Gliese 179
Gliese 179 é uma estrela na constelação de Orion. A partir de medições de paralaxe, está a uma distância de 40,3 anos-luz (12,4 parsecs) da Terra. Gliese 179 é uma anã vermelha de baixa luminosidade com um tipo espectral de M3.5V e uma magnitude aparente visual de 12,0, sendo fraca demais para ser visível a olho nu. Tem uma massa estimada em 36% da massa solar, um raio de 38% do raio solar e está brilhando com 1,6% da luminosidade solar. Sua fotosfera tem uma temperatura efetiva de 3 424 K e uma alta metalicidade, com 70% da proporção de ferro do Sol.
Em 2009 foi descoberto um planeta extrassolar massivo orbitando esta estrela, detectado pelo método da velocidade radial. Tem uma massa mínima de 0,82 vezes a massa de Júpiter e está orbitando a estrela a uma distância média de 2,41 UA, levando 6,26 anos para completar uma órbita. Sua órbita tem uma excentricidade moderada de 0,21. A solução orbital apresenta altos resíduos que podem indicar a presença de mais planetas no sistema. Uma possível tendência na velocidade radial de -0,62 ± 0,56 m/s por ano foi detectada, o que pode indicar a presença de um planeta massivo distante, mas não é considerada estatisticamente significativa.
| Planeta | Massa          | Semieixo maior (UA) | Período orbital (dias) | Excentricidade |
| ------- | -------------- | ------------------- | ---------------------- | -------------- |
| b       | 0,82 ± 0,07 MJ | 2,41 ± 0,04         | 2288 ± 59              | 0,21 ± 0,08    |